# Distretto di Nam Kliang
Il distretto di Nam Kliang (in thailandese: น้ำเกลี้ยง) è un distretto (amphoe) della Thailandia, situato nella provincia di Sisaket.